# Badjáneapmi
Badjáneapmi, på svenska Uppvaknande,  är en planerad byggnad som säte för Sametinget i Kiruna.
Statens fastighetsverk utsåg 2006 förslaget Bajáneapmi, ritad av Murman Arkitekter, som vinnare i en arkitekttävling. Det vinnande förslaget är en halvcirkelformad träbyggnad. Beslut om uppförande av byggnad eller om finansiering har ännu (2017) ej fattats och år 2019 beslöt Sametinget att parlamentsbyggnaden skall placeras i Östersund.